# Hạ viện Italia
Viện Dân biểu (tiếng Ý: Camera dei deputati) là hạ viện trong lưỡng viện Nghị viện Italy (cơ quan khác là Thượng viện Cộng hòa). Hai viện tạo thành một hệ thống lưỡng viện, thực hiện các chức năng giống nhau, nhưng có công tác hoạt động riêng biệt với nhau. Căn cứ điều 56 của Hiến pháp Italia, Viện Dân biểu có 630 ghế, trong đó có 618 người được bầu từ các khu vực bầu cử của Ý và 12 người từ các công dân Ý sống ở nước ngoài. Đai biểu được gọi tôn kính (tiếng Ý: Onorevole) và họp tại Palazzo Montecitorio. Viện và Nghị viện, hệ thống nghị viện của Cộng hòa Italia và dưới Vương quốc Ý trước đây là sự tiếp nối các truyền thống và quy định của Nghị viện và Viện Dân biểu được thành lập dưới thời Vua Charles Albert (1798–1849), trong cuộc Cách mạng năm 1848, và Victor Emmanuel II (1820–1878) của Vương quốc Sardinia-Piedmont lãnh đạo phong trào "phong tràoRisorgimento Thống nhất Ý" trong những năm 1850 và 1860, dưới sự lãnh đạo Thủ tướng Bá tước Camillo Benso xứ Cavour ("Bá tước Cavour").

## Lịch sử

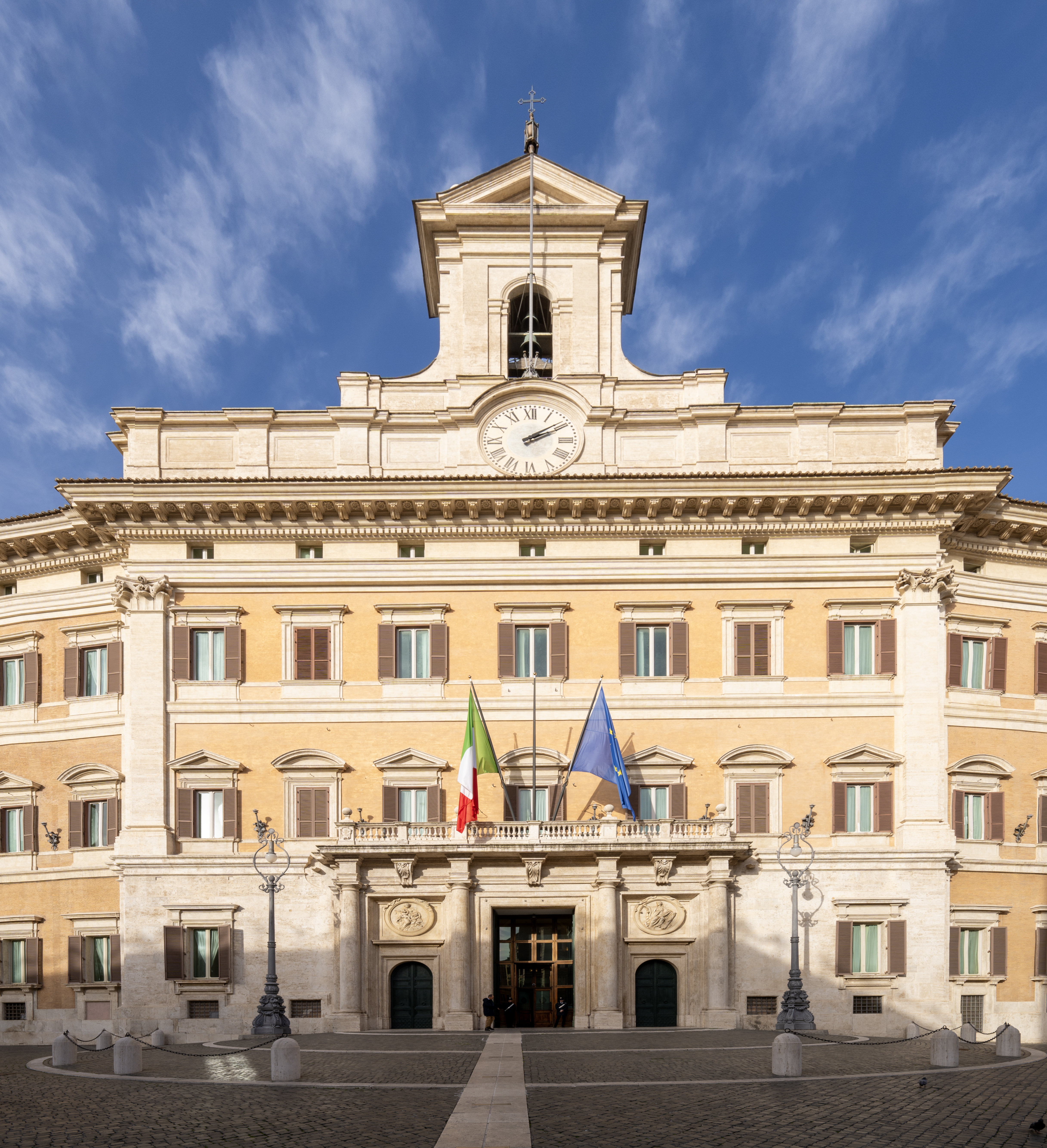
Palazzo Montecitorio

Trụ sở của Hạ nghị viện là Palazzo Montecitorio, nơi nó đã họp hội nghị từ năm 1871, ngay sau khi thủ đô của Vương quốc Ý được chuyển tới Rome khi kết thúc thành công phong trào Risorgimento thống nhất Ý.
Trước đây, trụ sở của Hạ nghị viện Vương quốc Ý đã có một thời gian ngắn tại Palazzo Carignano ở Turin (1861–1865) và Palazzo Vecchio ở Florence (1865–1871). Dưới chế độ Phát xít của Benito Mussolini, Hạ nghị viện đã bị bãi bỏ và thay thế bởi Viện Pháp xít và Liên đoàn (Camera dei Fasci e delle Corporazioni) từ 1939 đến 1943 (trong Thế chiến II). Từ 1946 đến 1948 được thay bằng Hội đồng Lập hiến.

## Hoạt động
Viện gồm tất cả các đại biểu tham gia phiên họp tại Montecitorio. Viện cũng có quyền tham dự các cuộc họp của Chính phủ và các bộ trưởng. Nếu được yêu cầu, Chính phủ có nghĩa vụ tham dự phiên họp. Ngược lại, Chính phủ có quyền được lắng nghe mỗi khi cần.
Nhiệm kỳ của Hạ viện (cũng như Thượng viện) là 5 năm, nhưng có thể được gia hạn trong hai trường hợp:
- "Prorogatio", được quy định tại điều 61.2 Hiến pháp, quy định rằng các Viện Dân biểu khi nhiệm kỳ kết thúc sẽ tiếp tục thực hiện chức năng cho đến cuộc họp đầu tiên của Viện mới.
- Tại điều 60.2 Hiến pháp, trong trường hợp chiến tranh, Viện Dân biểu có thể được gia hạn nhiệm kỳ.

## Chủ tịch
Chủ tịch Viện Dân biểu (Presidente della Camera dei Deputati) thực hiện vai trò chủ tọa của viện và được bầu trong phiên họp đầu tiên sau cuộc tổng tuyển cử. Trong thời gian này, các đặc quyền của chủ tọa được giả định bởi phó chủ tịch Hạ viện của cơ quan lập pháp trước đây, người được bầu đầu tiên. Nếu hai người được bầu cùng một lúc, người thứ nhất là phó chủ tịch Hạ viện.
Chủ tịch Hạ viện cũng là vai trò của Chủ tọa trong các phiên họp Quốc hội, khi Thượng viện và Hạ viện phải cùng nhau bỏ phiếu.
Đây là danh sách các Chủ tịch Hạ viện Ý:
| Tên | Tên                             | Nhiệm kỳ              | Lập pháp    |
| --- | ------------------------------- | --------------------- | ----------- |
|     | Giovanni Gronchi (DC)           | 8/5/1948 – 29/4/1955  | I, II       |
|     | Giovanni Leone (DC)             | 10/5/1955 – 21/6/1963 | II, III     |
|     | Brunetto Bucciarelli-Ducci (DC) | 26/6/1963 – 4/6/1968  | IV          |
|     | Sandro Pertini (PSI)            | 5/6/1968 – 4/7/1976   | V, VI       |
|     | Pietro Ingrao (PCI)             | 5/7/1976 – 19/6/1979  | VII         |
|     | Nilde Iotti (PCI)               | 20/6/1979 – 22/4/1992 | VIII, IX, X |
|     | Oscar Luigi Scalfaro (DC)       | 24/4/1992 – 25/5/1992 | XI          |
|     | Giorgio Napolitano (PDS)        | 3/6/1992 – 14/4/1994  | XI          |
|     | Irene Pivetti (LN)              | 16/4/1994 – 8/5/1996  | XII         |
|     | Luciano Violante (PDS)          | 10/5/1996 – 29/5/2001 | XIII        |
|     | Pier Ferdinando Casini (CCD)    | 30/5/2001 – 28/4/2006 | XIV         |
|     | Fausto Bertinotti (PRC)         | 29/4/2006 – 28/4/2008 | XV          |
|     | Gianfranco Fini (PdL/FLI)       | 29/4/2008 – 15/3/2013 | XVI         |
|     | Laura Boldrini (SEL)            | 16/3/2013 – 23/3/2018 | XVII        |
|     | Roberto Fico (M5S)              | từ 24/3/2018          | XVIII       |